# Liste der Naturdenkmäler in Schenna
Die Liste der Naturdenkmäler in Schenna (italienisch Scena) enthält die fünf als Naturdenkmal ausgewiesenen Objekte auf dem Gebiet der Gemeinde Schenna in Südtirol.
Basis ist das im Internet einsehbare offizielle Verzeichnis der Naturdenkmäler in Südtirol (Stand: 23. Januar 2015). Dabei kann es sich um botanische, geologische oder hydrologische Naturdenkmäler handeln. Die Reihenfolge in dieser Liste orientiert sich an der ID, alternativ ist sie auch nach dem Namen sortierbar.

## Liste
| Foto |                 | Name                        | Standort                                                          | Beschreibung                            |
| ---- | --------------- | --------------------------- | ----------------------------------------------------------------- | --------------------------------------- |
| ja   | Datei hochladen | 1 Kastanienbaum ID: 087_G04 | 46° 41′ 55″ N, 11° 12′ 9″ O bei der Talstation de Tasererseilbahn | Botanisches Naturdenkmal: Kastanienbaum |
| ja   | Datei hochladen | 1 Kastanienbaum ID: 087_G05 | 46° 42′ 6″ N, 11° 11′ 57″ O beim Oberstaugerhof                   | Botanisches Naturdenkmal: Kastanienbaum |
| BW   | Datei hochladen | 1 Kastanienbaum ID: 087_G06 | 46° 42′ 8″ N, 11° 11′ 58″ O beim Gröberhof                        | Botanisches Naturdenkmal: Kastanienbaum |
| BW   | Datei hochladen | 1 Kastanienbaum ID: 087_G07 | 46° 42′ 54″ N, 11° 12′ 17″ O beim Innerreiterhof                  | Botanisches Naturdenkmal: Kastanienbaum |
| ja   | Datei hochladen | 1 Kastanienbaum ID: 087_G09 | 46° 41′ 24″ N, 11° 11′ 29″ O bei der Pension Laurin               | Botanisches Naturdenkmal: Kastanienbaum |

| Foto: | Fotografie des Naturdenkmals. Klicken des Fotos erzeugt eine vergrößerte Ansicht. Daneben finden sich zwei Symbole: |
| ID    | Identifikator bei der Abteilung Natur, Landschaft und Raumentwicklung der Südtiroler Landesverwaltung               |